# Domingos Barreto

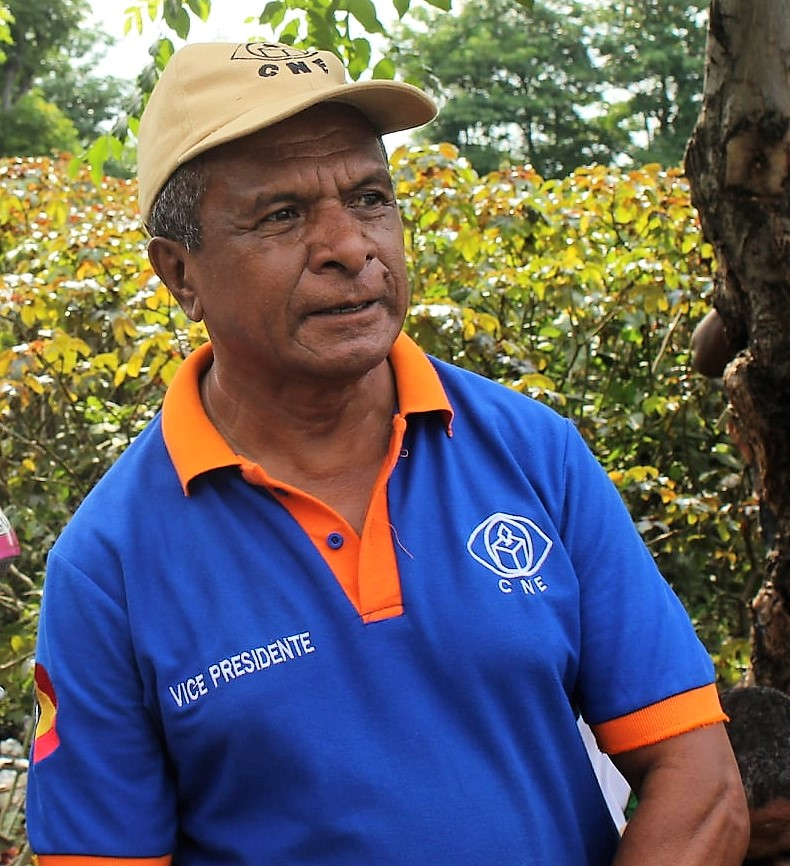
Domingos Barreto (2022)

Domingos Barreto (* 6. April 1971) ist ein osttimoresischer Staatsanwalt.
2002 war Barreto Distriktstaatsanwalt für Baucau. 2003 wurde er vom Nationalparlament zum Mitglied des Obersten Juristischen Rates (Konsellu Superior Judisial/Conselho Superior Judicial) gewählt. 2009 wurde Barreto zum ersten Distriktstaatsanwalt vom neugegründeten Gerichtsdistrikt Oe-Cusse Ambeno. 2012 war er Distriktsstaatsanwalt von Dili.
2016 wurde Barreto zum Kommissar der Nationalen Wahlkommission (Comissão Nacional de Eleições CNE) berufen. Als von der Generalstaatsanwaltschaft vorgeschlagener Kandidat erfolgte die Bestätigung im Amt im Juli 2021 für eine weitere Amtszeit von fünf Jahren. Er erhielt die Position des Vizepräsidenten der Kommission.